# Fortællingen om Genji
Fortællingen om Genji er en roman af den kvindelige japanske forfatter Murasaki Shikibu, fra begyndelsen af det 11. århundrede. Bogen er blevet kaldt verdens første psykologiske roman, verdens første moderne roman og verdens første roman.